# はこだて旅するパスポート
はこだて旅するパスポート（はこだてたびするパスポート）は、北海道旅客鉄道（JR北海道）函館支社で発売している特別企画乗車券である。

## 概要
観光圏の整備による観光旅客の来訪及び滞在の促進に関する法律を受けて、渡島・檜山管内18市町により2010年度（平成22年）に申請・認定された「はこだて観光圏」事業の一環として、2012年（平成24年）11月1日に新設された特別企画乗車券である。
「はこだて観光圏」事業それ自体は、同年度限りで「はこだて観光圏整備推進協議会」が解散して終了となったが、以降は北海道新幹線開業を控えたプロモーションの一環として、新函館北斗駅周辺の交通事業者・観光協会・自治体からなる「北海道新幹線新駅沿線協議会」の主導により2013年（平成25年）度以降も発売が継続され、その後も多少の内容の変更を加えつつ発売が継続されている。

## 有効期間
発売当初から長らく、後述する利用可能路線が2日間乗り放題となるフリーパスの形式であったが、2018年（平成30年）4月1日からは1日用も発売されている。

## 利用可能路線
以下特記ない限り、2023年度設定分の利用可能エリアである。
発売当初は函館市・北斗市・七飯町・鹿部町・森町内のJR北海道在来線・函館バス・函館市企業局交通部（函館市電）の路線が対象であったが、北海道新幹線が開業した2016年（平成28年）3月26日発売分から、エリアに木古内町を加えた上で、江差線を転換した道南いさりび鉄道道南いさりび鉄道線全線の利用が可能となった。また、函館バスは一部地域で利用できる路線・区間に限定がされていたが、2021年（令和3年）度発売分から、エリア内6市町の全線が利用可能と改められている。

### JR北海道
- 函館本線 - 函館駅 - 森駅間（渡島砂原駅経由の通称「砂原線」大沼駅 - 森駅間含む）
  - 本券単体では、普通・快速列車の普通自由席のみ利用可能であるが、急行・特急券やグリーン券、指定席券との併用により、指定席や特急列車の利用が可能である。ただし、現在フリーエリア内に設定はないが、寝台券との併用は不可能である。
  - 北海道新幹線は全線利用不能である。

### 道南いさりび鉄道
- 道南いさりび鉄道線全線[注 2]

### 函館バス
- 函館市・北斗市・七飯町・鹿部町・森町・木古内町の全線（定期観光バスを除く、サイクリングバスは運賃部分のみ有効）[注 3]

### 函館市企業局交通部
- 全線

## 発売額
いずれも大人用のほか小児用の設定があり、大人用の半額（10円未満切り捨て）である。
|                         | 価格（大人） | 価格（大人） | 備考                                                             |
| 2日用                   | 1日用        |              | 備考                                                             |
| ----------------------- | ------------ | ------------ | ---------------------------------------------------------------- |
| 発売当初                | 3,000円      |              |                                                                  |
| 2016年3月26日発売分から | 3,380円      |              | フリーエリアを木古内町まで拡大、江差線が道南いさりび鉄道へ転換。 |
| 2018年4月1日発売分から  | 3,380円      | 2,500円      | 1日用を新設。                                                    |
| 2019年10月1日発売分から | 3,650円      | 2,690円      | 消費増税・JR北海道運賃値上げに伴う改定。                         |

## 発売箇所
フリーエリア外を含むJR北海道函館支社管内の各有人駅の窓口・券売機で取り扱う。函館バス・函館市企業局交通部・道南いさりび鉄道の各窓口では取り扱いはない。
当初はツインクルプラザなど、JR北海道函館支社管内の旅行センターでも取り扱われた。

## その他
本券の提示で、津軽海峡フェリーは運賃・料金が20%引きとなる。その他、フリーエリア内の一部施設で入館料の割引などのサービスが受けられる。

## 歴史
- 2012年（平成24年）11月1日：発売開始[1]。
- 2016年（平成28年）3月26日：同日発売分から値上げ。次のように変更[5]。
  - フリーエリア内に含まれていた江差線が道南いさりび鉄道道南いさりび鉄道線へ転換されたため、フリーエリアに編入の上で区間五稜郭駅 - 渡島当別駅間から五稜郭駅 - 木古内駅間の全線に拡大[5]。
  - 道南バス函館 - 知内線と快速松前号のフリーエリアをいずれも木古内駅前まで延伸。
- 2018年（平成30年）4月1日：1日用の発売を開始[3]。
- 2019年（令和元年）10月1日：消費増税・JR北海道運賃値上げに伴い発売価格を改定。
- 2020年（令和2年）7月23日：新型コロナウイルス感染症を受けた北海道による需要喚起策「ぐるっと北海道・公共交通利用促進キャンペーン」の補助を受け、同日発売分から同年8月31日発売分（2日用は同年8月30日発売分）まで、1日用・2日用とも半額（10円未満切り上げ）で発売[9]。
- 2021年（令和3年）
  - 4月1日：次のように変更[6][10]。
    - 利用可能な函館バス路線の区間について、函館市・北斗市・七飯町・鹿部町・森町・木古内町の全線に変更。
    - 「道南MaaS」実証実験の一環として、「はこだて旅するパスポート（デジタル版）」を同年9月30日まで設定。

  - 10月15日：同年の「北海道・北東北の縄文遺跡群[注 4]」のユネスコ世界文化遺産登録を記念し、同日発売分より同年12月26日発売分（2日用は同年12月25日発売分）まで「はこだて縄文めぐりパスポート」に名称を変更。「ぐるっと北海道・公共交通利用促進キャンペーン」の補助を受け、1日用・2日用とも半額（10円未満切り上げ）で発売[11]。
- 2022年（令和4年）4月22日：同日発売分より同年6月30日発売分（2日用は同年6月29日発売分）まで「はこだて縄文めぐりパスポート」に名称を変更。「ぐるっと北海道・公共交通利用促進キャンペーン」の補助を受け、1日用・2日用とも半額（10円未満切り上げ）で発売[12]。